# Élection présidentielle colombienne de 1876
L'élection présidentielle colombienne de 1876, a eu lieu en avril 1876 sous le régime des États-Unis de Colombie pour élire le nouveau président. Le Parti libéral conserve le pouvoir avec la victoire d'Aquileo Parra.

## Contexte
Sous le mandat du président Pérez de Manosalbas, le Parti libéral est en déclin et le Parti conservateur semble être le favori des prochaines élections. Alors que les libéraux tentent, sans succès, d'établir une alliance avec les modérés de Julián Trujillo Largacha, le camp conservateur se divise entre une aile traditionnelle et une aile progressiste, qui fait sécession et fonde le Parti national.

## Système électoral
Selon la constitution de 1863, le président des États-Unis de Colombie est élu pour un mandat de deux ans par les représentants des 9 États. Le candidat qui obtient le plus d'États est déclaré élu.

## Résultats

### Résultats officiels
| Candidats | Candidats                | Candidats    | États obtenus | %    |
| --------- | ------------------------ | ------------ | ------------- | ---- |
|           | Aquileo Parra            | Libéral      | 5             | 55,5 |
|           | Bartolomé Calvo          | Conservateur | 2             | 22,2 |
|           | Rafael Núñez             | National     | 2             | 22,2 |
|           | Julián Trujillo Largacha | Modéré       | 0             | 00,0 |
| Total     | Total                    | Total        | 9             | 100  |

### Résultats détaillés
| États                          | Candidat soutenu |
| ------------------------------ | ---------------- |
| État souverain de Bolívar      | Aquileo Parra    |
| État souverain de Magdalena    | Aquileo Parra    |
| État souverain de Cundinamarca | Aquileo Parra    |
| État souverain de Boyacá       | Aquileo Parra    |
| État souverain de Santander    | Aquileo Parra    |
| État souverain de Tolima       | Bartolomé Calvo  |
| État souverain d'Antioquia     | Bartolomé Calvo  |
| État souverain de Cauca        | Rafael Núñez     |
| État souverain du Panama       | Rafael Núñez     |

## Conséquences
Avec la division du camp conservateur, le Parti libéral parvient à rester au pouvoir, notamment grâce au désistement de certains modérés, permettant ainsi à Aquileo Parra d'être élu en obtenant 5 États sur 9.